# Cameo Records
Cameo Records war ein in den 1920er-Jahren erfolgreiches US-amerikanisches Plattenlabel. Es steht in keine Verbindung mit dem 1956 gegründetem Cameo-Label aus Philadelphia.

## Geschichte
Gegründet wurden die Cameo Records 1922 in Manhattan, New York City, wo auch das Aufnahmestudio und der Firmensitz waren. Mit Jazz- und Orchester-Musik war das Label während des Jahrzehnts sehr erfolgreich, vor allem durch den niedrigen Preis von 50 Cent für eine Platte. Cameo besaß ebenfalls einige Sub-Labels, wie die Lincoln Records, Romeo Records und Cameo-Kid, das für Kindermusik gedacht war. 1928 wurde Cameo von den Pathé Records übernommen und so Mitglied der American Record Corporation. Bis 1930 wurden unter dem Namen Cameo weiterhin Platten veröffentlicht.

## Künstler
- Frank Ferera
- Vernon Dalhart
- Lucille Hegamin
- Arthur Fields
- Irving Kaufman
- Billy Murray
- Original Indiana Five
- Cameo Dance Orchestra